# Loyal to the Game
Loyal to the Game é o nono álbum de estúdio e o quinto álbum póstumo do rapper estadunidense 2Pac, lançado em 14 de dezembro de 2004 através da Amaru Entertainment e Interscope Records. O álbum foi produzido por Eminem e consiste em remixes de canções anteriormente descartadas, gravadas por 2Pac antes de sua morte em 1996. Loyal to the Game estreou no topo da Billboard 200, vendendo mais de 330.000 cópias em sua primeira semana, e recebeu o certificado de platina da Recording Industry Association of America (RIAA).

## Antecedentes
Em uma entrevista à MTV, Eminem afirmou ter ficado tão comovido com a vida e a obra de Tupac que escreveu uma carta para a mãe do cantor, Afeni Shakur, pedindo que ela o deixasse produzir seu próximo álbum. Shakur concordou, permitindo que Eminem produzisse três novas músicas para a trilha sonora de Tupac: Resurrection (2003), e a totalidade de Loyal to the Game, exceto o conteúdo bônus.
Todas as músicas do álbum foram gravadas antes do envolvimento de Tupac na controversa rivalidade do hip-hop entre a Costa Leste e a Costa Oeste, servindo como o segundo álbum póstumo lançado com material desse período, o primeiro sendo R U Still Down? (Remember Me) (1997). Apesar da maioria das faixas serem inéditas, a faixa-título, "Loyal to the Game", foi anteriormente lançada na edição de fita cassete da trilha sonora de Above the Rim (1994) e, consequentemente, incluída como lado B do primeiro single da trilha sonora, "Regulate".
O álbum produziu dois singles: "Thugs Get Lonely Too", que serviu como single promocional, e "Ghetto Gospel", que foi lançado como primeiro single oficial. Originalmente, "Ghetto Gospel" foi gravada para a coletânea natalina A Very Special Christmas 2 (1992), mas devido a problemas legais de 2Pac, foi retirada do álbum. A versão original tem um ritmo mais rápido e apresenta um terceiro e quarto versos que não apareceram na reedição de Eminem.

## Produção
Loyal to the Game é o único álbum póstumo de Tupac a não apresentar nenhuma produção original. Ao remixar essas músicas, Eminem utilizou diversas técnicas de produção incomuns, como modificar o ritmo e o tom da voz de 2Pac para melhor se adequar aos instrumentais que ele produziu. O estilo de produção do álbum se encaixava mais no formato de um lançamento da Shady/Aftermath, que Eminem criou parcialmente, do que em qualquer lançamento original ou póstumo anterior de 2Pac. Também houveram vários usos de cortar e colar vocais para produzir novas palavras sinônimas da cultura rap da época, como fazer soar como se Tupac estivesse dizendo "2005", "G-Unit", "Obie Trice" e "Em".
Embora Loyal to the Game tenha sido produzido por Eminem, o álbum traz quatro remixes bônus, com produção de Scott Storch, Red Spyda, Raphael Saadiq e DJ Quik. 

## Lista de faixas
| Loyal to the Game – Edição padrão |                                                                                        | |                                                   |         |  |
| N.º                               | Título                                                                                 | Compositor(es)                                                                                         | Produtor(es)                                      | Duração |  |
| 1.                                | "Soldier Like Me (Return of the Soulja)" (com part. de Eminem)                         | Tupac Shakur Marshall Mathers Luis Resto                                                               | Eminem Resto Big D The Impossible [a] Stretch [a] | 3:50    |  |
| 2.                                | "The Uppercut" (com part. de E.D.I. Mean e Young Noble do Outlawz)                     | Shakur Randy Walker Malcolm Greenidge Rufus Cooper Mathers Resto                                       | Eminem Resto 2Pac [a]                             | 3:50    |  |
| 3.                                | "Out on Bail"                                                                          | Shakur Anthony Mosley Darrin Strand Patrick Harvey Mathers Resto                                       | Eminem Resto LG [a]                               | 3:54    |  |
| 4.                                | "Ghetto Gospel"                                                                        | Shakur Deon Evans Bernie Taupin Elton John Mathers Resto                                               | Eminem Resto Big D The Impossible [a]             | 3:58    |  |
| 5.                                | "Black Cotton" (com part. de Eminem, Kastro e Young Nable do Outlawz)                  | Shakur Evans Cooper Katari Cox Dana Smith Mathers Resto Steve King                                     | Eminem Resto Big D The Impossible [a]             | 5:03    |  |
| 6.                                | "Loyal to the Game" (com part. de G-Unit)                                              | Shakur Anthony Criss Mathers Resto King Richie Pangilinan Curtis Jackson Christopher Lloyd David Brown | Eminem Resto Reginald Heard [a]                   | 3:23    |  |
| 7.                                | "Thugs Get Lonely Too" (com part. de Nate Dogg)                                        | Shakur Nathaniel Hale R. Walker Christopher Walker Mathers Resto Kevin Rhames                          | Eminem Resto Stretch [a]                          | 4:48    |  |
| 8.                                | "N.I.G.G.A. (Never Ignorant About Getting Goals Accomplished)" (com part. de Jadakiss) | Shakur Evans Smith Maurice Harding Curtis Mayfield Mathers Resto Jason Phillips King                   | Eminem Resto Big D The Impossible [a]             | 3:02    |  |
| 9.                                | "Who Do You Love?"                                                                     | Shakur R. Walker Mathers Resto                                                                         | Eminem Resto 2Pac [a] Stretch [a]                 | 3:28    |  |
| 10.                               | "Crooked Nigga Too"                                                                    | Shakur Evans R. Walker Mathers Resto                                                                   | Eminem Resto Big D The Impossible [a]             | 2:55    |  |
| 11.                               | "Don't You Trust Me"                                                                   | Shakur Evans Richard Knowles Dido Armstrong Mark Bates Mathers Resto                                   | Eminem Resto Big D The Impossible [a]             | 4:55    |  |
| 12.                               | "Hennessey" (com part. de Obie Trice)                                                  | Shakur R. Walker C. Walker Tyruss Himes Harding Mathers Resto King Rhames Trice                        | Eminem Resto Thug Music [a]                       | 3:27    |  |
| 13.                               | "Thug 4 Life"                                                                          | Shakur Johnny Jackson Mathers Resto                                                                    | Eminem Resto Johnny "J" [a]                       | 2:54    |  |
| 14.                               | "Po Nigga Blues" (Scott Storch Remix) (com part. de Ron Isley)                         | Shakur Greenidge Daryl Anderson Yafeu Fula Ronald Isley Storch                                         | Storch DJ Daryl [a]                               | 3:38    |  |
| 15.                               | "Hennessey" (Red Spyda Remix) (com part. de E.D.I. Mean e Sleepy Brown)                | Shakur R. Walker C. Walker Himes Harding King Rhames Patrick Brown                                     | Red Spyda Thug Music [a]                          | 3:18    |  |
| 16.                               | "Crooked Nigga Too" (Raphael Saadiq Remix)                                             | Shakur Evans R. Walker Saadiq Glenn Standridge Robert Ozuna, Jr.                                       | Saadiq Big D The Impossible [a]                   | 4:02    |  |
| 17.                               | "Loyal to the Game" (DJ Quik Remix) (com part. de Big Syke)                            | Shakur Himes David Blake                                                                               | DJ Quik Heard [a]                                 |         |  |
| Duração total:                    | Duração total:                                                                         | Duração total:                                                                                         | Duração total:                                    | 66:39   |  |

#### Créditos desamples
- "Ghetto Gospel" contém um sample de "Indian Sunset" (1971) de Elton John.
- "Don't You Trust Me" contém um sample de "Do You Have a Little Time" (2003) de Dido.
- "N.I.G.G.A." contém um sample de "(Don't Worry) If There's a Hell Below, We're All Going to Go" (1970) de Curtis Mayfield.

## Recepção
Loyal to the Game estreou na Billboard 200 no número um, com vendas de mais de 330.000 cópias em sua primeira semana. Mais tarde, foi certificado de Platina nos E.U.A e Ouro no Reino Unido.

## Histórico de lançamento
| Região         | Data                   |
| -------------- | ---------------------- |
| United Kingdom | 12 de Dezembro de 2004 |
| United States  | 14 de Dezembro de 2004 |

## Paradas musicais
| Parada musical            | Melhor posição |
| ------------------------- | -------------- |
| Australian Charts         | 21             |
| Belgium Charts (Flanders) | 100            |
| Canadian Charts           | 7              |
| Deutsch Charts            | 50             |
| Dutch Charts              | 44             |
| French Charts             | 55             |
| Irish Charts              | 20             |
| New Zealand Charts        | 31             |
| Switzerland Charts        | 21             |
| UK Chart                  | 20             |
| US Billboard 200          | 1              |
| US Top Rap Albums         | 1              |
| US Top R&B/Hip Hop Albums | 1              |